# Allie Will
Allie Will (* 20. April 1991 in Boca Raton, Florida) ist eine ehemalige US-amerikanische Tennisspielerin.

## Karriere
Will spielte im College-Tennis für die Florida Gators der University of Florida. Sie konnte dort sowohl mit der Mannschaft als auch in Doppel- bzw. Einzelwettbewerben Erfolge feiern und wurde zeitweise als die Nummer eins ihrer Altersklasse geführt.
Auf der Profitour spielte sie hauptsächlich auf Turnieren des ITF Women’s Circuit, bei denen sie elf Doppelkonkurrenzen für sich entscheiden konnte. Ihr Debüt auf der WTA Tour gab sie 2013 bei den Monterrey Open im Doppel.
Ihre besten Weltranglistennotierungen erreichte sie mit den Plätzen 280 im Einzel und 98 im Doppel.
Allie Will hat 2015 nur noch ein Turnier (Doppel, im März) bestritten; ihr letztes Einzel spielte sie Ende Oktober 2014.

## Turniersiege

### Doppel
| Nr. | Datum            | Turnier         | Kategorie   | Belag     | Partnerin           | Finalgegnerinnen                    | Ergebnis         |
| --- | ---------------- | --------------- | ----------- | --------- | ------------------- | ----------------------------------- | ---------------- |
| 1.  | 20. Oktober 2007 | Serra Negra     | ITF $10.000 | Sand      | Christina McHale    | Mailen Auroux Tatiana Búa           | 7:5, 6:3         |
| 2.  | 31. Mai 2009     | Sumter          | ITF $10.000 | Hartplatz | Caitlyn Williams    | Mami Inoue Kyle McPhillips          | 6:4, 6:4         |
| 3.  | 28. Juni 2009    | Waterloo        | ITF $25.000 | Sand      | Alexandra Mueller   | Heidi El Tabakh Tatjana Luzhanska   | 6:2, 6:1         |
| 4.  | 20. Januar 2013  | Port St. Lucie  | ITF $25.000 | Sand      | Angelina Gabuewa    | Florencia Molinero Adriana Pérez    | 4:6, 6:2, [10:7] |
| 5.  | 16. Februar 2013 | Rancho Santa Fe | ITF $25.000 | Hartplatz | Asia Muhammad       | Anamika Bhargava Macall Harkins     | 6:1, 6:4         |
| 6.  | 12. Mai 2013     | Raleigh         | ITF $25.000 | Sand      | Asia Muhammad       | Jessica Moore Sally Peers           | 6:3, 6:3         |
| 7.  | 13. Juli 2013    | Yakima          | ITF $50.000 | Hartplatz | Jan Abaza           | Naomi Broady Irina Falconi          | 7:5, 3:6, [10:3] |
| 8.  | 9. November 2013 | Captiva Island  | ITF $50.000 | Hartplatz | Gabriela Dabrowski  | Julia Boserup Alexandra Mueller     | 6:1, 6:2         |
| 9.  | 12. Januar 2014  | Vero Beach      | ITF $25.000 | Sand      | Irina Chromatschowa | Jacqueline Cako Sanaz Marand        | 7:5, 6:3         |
| 10. | 21. Juni 2014    | Quintana Roo    | ITF $10.000 | Hartplatz | Anamika Bhargava    | Victoria Rodríguez Marcela Zacarías | 6:2, 6:2         |
| 11. | 28. Juni 2014    | Quintana Roo    | ITF $10.000 | Hartplatz | Anamika Bhargava    | Victoria Rodríguez Marcela Zacarías | 6:0, 6:4         |